# Alan Turing
Alan Mathison Turing (IPA: [ˈælən ˈmæθɪsən ˈtjʊəɹɪŋ]), OBE, FRS, född 23 juni 1912 i Maida Vale, London, död genom förgiftning den 7 juni 1954 i Wilmslow, Cheshire, var en brittisk matematiker, logiker och kryptoanalytiker. Han studerade vid King's College, Cambridge och sedan vid Princeton 1936–1938.
Alan Turing lade en stor del av grunderna för dagens informations- och datorteknologi, samtidigt som han av många anses vara fadern till området artificiell intelligens. Han är mest känd för turingtestet, turingmaskinen och sina insatser i andra världskriget med kodknäckandet av tyskarnas Enigmachiffer.

## Biografi

### Bakgrund och familj
Turing föddes i Maida Vale i London den 23 juni 1912 i ett hus som vid denna tid var ett sjukhus och numera är hotell. Hans far, Julius Mathison Turing, tjänstgjorde i Indien och reste tillsammans med Alans mamma fram och tillbaka mellan Guildford i England och Indien. När de var borta bodde deras två söner hos vänner, istället för att riskera att dra på sig några sjukdomar i den brittiska kolonin. Tidigt i livet visade Turing tecken på den genialitet han visade senare i livet. Han sägs ha lärt sig själv att läsa på tre veckor och han hade en naturlig fallenhet för siffror och problemlösning.
Turings föräldrar skrev in honom på St. Michael's vid sex års ålder. Föreståndarinnan såg tidigt hans begåvning precis som många av hans senare lärare. 1926, vid 14 års ålder började han på Sherborne School i Dorset. Hans första dag där sammanföll med en generalstrejk i England. Turing var dock så besluten att gå sin första dag där, att han ensam cyklade 95 km från Southampton till skolan och övernattade på ett värdshus på vägen. Insatsen blev omnämnd i den lokala pressen.
Turings naturliga fallenhet för matematik och naturvetenskap gav honom ingen respekt hos lärarna på Sherbourne, vars definition på utbildning var mer betonad på den klassiska litteraturen. Trots detta fortsatte Turing att visa stor förmåga i ämnen han tyckte om bäst. Han kunde lösa avancerade matematiska problem utan att ens ha studerat grundläggande differentialkalkyl.
Turings ambitioner i skolan höjdes av hans starka känslor för sin vän Christopher Morcom, som han blev kär i. Morcom dog hastigt under deras sista termin på Sherbourne av tuberkulos, som han fått av att dricka smittad komjölk som liten. Turing var förkrossad.

### Universitetsstudier och hans arbete med beräkningsbarhet

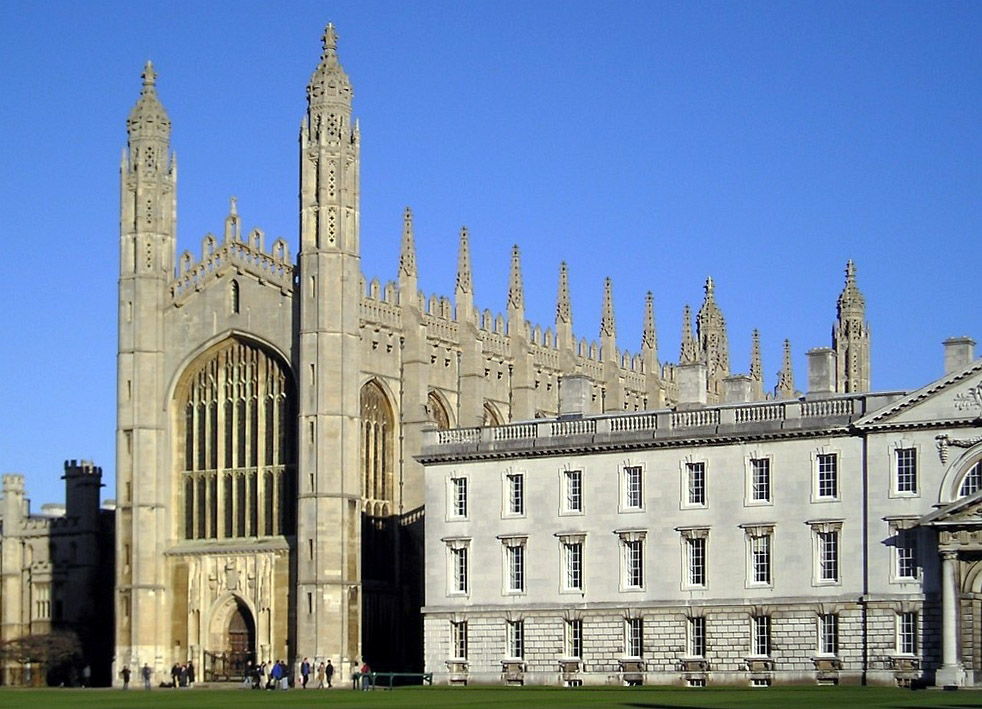
Datorrummet på King's College är numera namngivet efter Turing.

Eftersom Turing inte arbetade så hårt med de klassiska studierna fick han inget stipendium till Trinity College, Cambridge, utan gick istället till sitt andraval som var King's College, Cambridge. Han var student där mellan 1931 och 1934, tog examen med ett utmärkt betyg och valdes 1935 in som fellow på King's tack vare sitt examensarbete om Gauss felfunktion.
Med sin monumentala "On Computable Numbers, with an Application to the Entscheidungsproblem" (den 28 maj 1936), reformerade Turing Kurt Gödels resultat från 1931 om begränsningarna hos bevis och beräkningar. Han bytte ut Gödels aritmetikbaserade formella språk mot det som idag kallas turingmaskiner. Han visade att en sådan maskin skulle kunna utföra vilka matematiska beräkningar som helst om de kunde ges som en algoritm.
Turingmaskiner är idag centrala inom studiet av beräkningsbarhetsteorin. Han fortsatte med att visa att det inte fanns någon lösning till Entscheidungsproblemet genom att först visa att stopproblemet för turingmaskiner är obestämbart: det är inte möjligt att algoritmiskt bestämma huruvida en turingmaskin någonsin kommer att stanna. 
Det mesta av 1937 och 1938 tillbringade han på Princeton University där han studerade under Alonzo Church. 1938 tog han sin doktorsexamen i Princeton; hans disputation introducerade begreppet relativ beräkning där turingmaskiner utökas med så kallade orakel som ger möjlighet att studera problem som inte kan lösas med turingmaskiner.
Tillbaka i Cambridge 1939, besökte han föreläsningar av Ludwig Wittgenstein om matematikens grunder. De två hade olika åsikter; Turing försvarade formalismen och Wittgenstein tyckte att matematiken var övervärderad och inte gav några absoluta sanningar.
Under andra världskriget arbetade Turing med kryptoanalys (se Karriär nedan) och efter krigets slut 1945 rekryterades han till National Physical Laboratory där han utvecklade designen till Automatic Computing Engine (ACE). NPL var dock återhållsamma (de byggde en mindre pilotmodell som var klar 1950) och Turing flyttade därför till University of Manchester i juni 1948.

### Homosexualitet
Turing var homosexuell under en tid då homosexuella handlingar var olagliga och homosexualitet betraktades som en psykisk sjukdom. Turing var 39 år när han påbörjade en relation med 19-åriga Arnold Murray och år 1952 fick Turing inbrott av en bekant till Murray. Turing rapporterade inbrottet till polisen och under utredningen kom det fram att Turing och Murray hade ett sexuellt förhållande. År 1952 åtalades därmed Turing för homosexualitet. Båda männen dömdes för “grov oanständighet”. Turing, övertalad av sin bror och advokat, erkände sig skyldig. Turings advokat valde att inte vare sig finna bevis eller argumentera emot anklagelserna. Turing accepterade att genomgå behandling med kvinnligt könshormon (kemisk kastrering) som ett alternativ till fängelsevistelse. Han gick med på injicering av hormonet dietylstilbestrol (DES), ett syntetiskt östrogen. Feminiseringen pågick under ett år och gjorde honom impotent samt orsakade att bröstvävnad bildades.
Hans dom ledde bland annat till att han nekades inresande till USA, samt hindrade honom från att fortsätta med sin kryptografiska konsultverksamhet för Government Communication Headquarters (GCHQ). Den brittiska regeringen beslöt i december 2013 att ta initiativ till en postum officiell ursäkt till Turing med användning av det kungliga benådningsinstitutet. En sådan nådehandling undertecknades i drottning Elizabeth II:s namn den 24 december 2013. Drottningen förklarade Turing officiellt ursäktad i augusti 2014. Turings ursäkt är endast den fjärde kungliga nådehandling som gjorts sedan andra världskrigets slut.  Nådehandlingen blev startskottet till “Alan Turings lag” som i sin tur har säkrat benådningar för 75 000 andra män och kvinnor som blivit dömda för liknande brott.

### Död
Den 8 juni 1954 hittades Alan Turing död av sin hushållerska i sitt hus på Adlington Road 43 i Wilmslow, avliden dagen innan. Troligen begick han självmord genom att ta en tugga av ett äpple som han injicerat med cyanid. Äpplet testades aldrig men att dödsorsaken var cyanidförgiftning konstaterades vid obduktionen.
Det spekulerades av olika biografiförfattare att Turing spelade upp en scen från hans favorit-saga Snövit och de sju dvärgarna (1937), då han var speciellt fascinerad av scenen där den onda drottningen förgiftar ett äpple.
Det finns en spridd myt om att datorföretaget Apples logga - ett regnbågsfärgat halvätet äpple - ska ha designats som en hyllning till Turing. Detta har dock förnekats både av loggans designer och av företagets grundare Steve Jobs (äpplet syftar på Isaac Newton).
Den brittiska filosofen och Turing-experten Jack Copeland ifrågasatte 2012 obducentens utlåtande kring Turings död. Copeland fann resultaten av obduktionen mer lika inhalation, snarare än förtäring av cyanid. Han ansåg att en olycka var mer trolig och föreslog en alternativ förklaring: inhalation av cyanid använt vid elektroplätering av guld på skedar. En sådan uppställning fanns nämligen inne i ett litet rum hos Turing. Det hittades dessutom inga tecken på att Turing planerat att ta sitt liv, tvärtom hade han lämnat en att-göra-lista på kontoret inför nästa arbetsdag. I samband med dödsutredningen hade även Turings mor pläderat för en olyckshändelse, till följd av sonens ovarsamma förvaring av kemikalier. Biografiförfattaren Andrew Hodges föreslog en alternativ förklaring i sin biografi 1983: Turing hade satt upp utrustningen för elektroplätering just för att ge sken av en olycka, och ge hans mor trovärdigt förnekande till hans självmord. Mord har också framförts som en möjlighet.[källa behövs] Turings homosexualitet ska då ha setts som en säkerhetsrisk.

### Eftermäle
- Turingpriset har sedan 1966 delats ut årligen av Association for Computing Machinery till en forskare för insatser inom datavetenskapen. Det räknas som datavetenskapens motsvarighet till Nobelpriset.[22]
- Manchester, staden där Turing arbetade mot slutet av sitt liv, har gjort flera hyllningar till honom. 1994 namngavs en sträcka av vägen A6010 (Manchesters ringväg) "Alan Turing Way". En bro längs denna väg bär namnet "Alan Turing Bridge".
- Turing pryder sedan 2021 den brittiska 50-pundssedeln.[23]
- Asteroiden 10204 Turing är uppkallad efter honom.[24]
- Turings arbete med att knäcka Enigmakoden under andra världskriget gestaltas i filmen The imitation game från 2014.
- Se också List of things named after Alan Turing.

## Kryptoanalys under andra världskriget

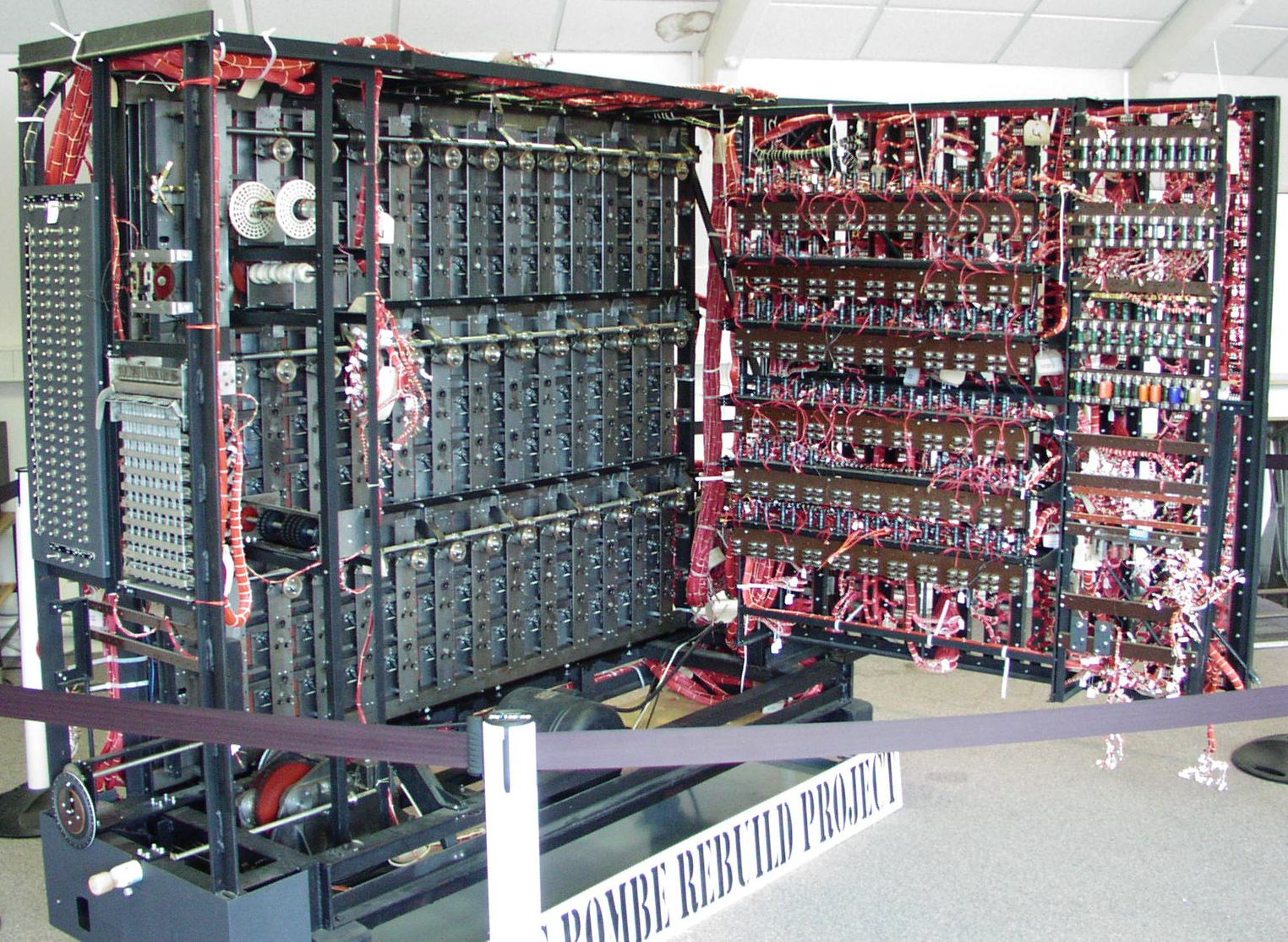
Kopia av en bombe-maskin.

Under andra världskriget arbetade Turing på Bletchley Park med att knäcka tyska koder som skickades ut som morse-signaler. Genom att fortsätta det avkodningsarbete som påbörjats i Polen före kriget bidrog han med flera insikter i tydandet av meddelanden konstruerade på de tyska krypteringsmaskinerna Enigma och Lorenz.  Turing var chef för "Hut 8" som var ansvariga för att försöka tyda tysk marin kommunikation.
Några veckor efter att ha anlänt till Bletchley Park hade Turing konstruerat en elektromekanisk maskin som kunde hjälpa till att knäcka Enigmakryptot. Maskinen kallades bombe efter den polska bomba. Bombe blev efter en förbättring föreslagen av matematikern Gordon Welchman det främsta verktyget för kodknäckarna för att läsa Enigmameddelanden.
Bombe letade efter Enigmas rotorers inställning och krävde en "crib" (känd klartext eller misstänkt klartext). För varje möjlig inställning hos rotorerna provade bombe en kedja av logiska slutledningar, baserade på cribben, på elektrisk väg. Bombe upptäckte när en motsägelse uppstått, förkastade den inställningen och fortsatte till nästa. De flesta möjliga inställningarna ledde till motsägelser och förkastades så att bara ett fåtal lämnades kvar och kunde undersökas i detalj. Turings första bombe installerades den 18 mars 1940. Redan vid slaget om Storbritannien i september 1940 kunde bombe hjälpa britterna att följa det tyska flygvapnet. Mot slutet av kriget lär verksamheten på Bletchley Park ha försett de allierade med nära 100 000 avkodade tyska meddelanden varje månad.
Tillsammans med matematikern Bill Tutte löste Turing också krypteringen av Lorenzmaskinen, av britterna kallad Tunny, 1942. Hans metod kom helt enkelt att kallas "Turingery", och fick britterna att kunna "läsa vad Hitler och hans generaler sa till varandra vid frukostbordet" enligt en kollega på Tunny-enheten. Algoritmerna som knäckte Tunnykoden lade också grunden för världens första multifunktionella dator, Colossus.
Det var Turing personligen som knäckte den enigmakod som användes av den tyska marinen 1943, vilket gjorde att skeppslaster med förnödenheter från Nordamerika kunde undvika de tyska ubåtarnas torpeder, något som troligen förhindrade en brittisk svältkatastrof. Utan den återerövrade kontrollen av Atlanten som detta innebar uppskattas att D-day hade fördröjts med upp till ett år, och hela kriget förlängts med upp till fyra år. Winston Churchill lär ha sagt att Turing var den enskilda person som bidrog mest till de allierades seger, även om det inte finns någon officiell dokumentation av det.
Efter kriget belönades Turing med en utnämning till Officer av Brittiska Imperieorden, men verksamheten vid Bletchley Park var fortfarande hemlig, så officiellt fick han utmärkelsen för sina artiklar från före kriget.